# Marcus Nilsson (volleybollspelare)

För andra personer med samma namn, se Marcus Nilsson.  
Marcus ”Max” Nilsson, född 7 oktober 1982 i Torups församling i Sverige, är en svensk före detta volleybollspelare.

## Volleyboll
Nilsson spelade bland annat för den ryska klubben Lokomotiv Novisibirsk. Nilsson har spelat för den italienska klubben Copra i Piacenza på ett ettårskontrakt. Tidigare har han spelat för svenska RIG Falköping 1998-2001 och Hylte VBK 2001-2002, italienska Gioia Del Colle 2002-2003, grekiska Panellinios GS 2003-2005, franska Paris Volley 2005-2006, grekiska Iraklis Thessaloniki 2006-2009, ett sommaräventyr med spel i asiatiska mästerskapen för Qadsia från Kuwait 2009 och därefter i ryska klubben Dynamo-Yantar från Kaliningrad 2009-2010. Han fick 2006 europeiska volleybollförbundets fair play-pris för sin insats vid match i europeiska cupen där han vid ett utsatt läge gick in och erkände ett eget misstag som domaren blåst för. Då Sveriges volleybollherrar kom på fjortonde plats i Universiaden 2009, vann Marcus Nilsson hela turneringens poängliga. Han hade fram till 2019 spelat 129 landskamper för Sverige. Han avslutade sin spelarkarriär 2023.

## Beachvolleyboll
Nilsson blev i juli 2006 svensk mästare i beachvolleyboll i par med den erfarne Mikael Östberg. Marcus andra SM-guld i beachvolleyboll kom den 27 juli 2008 tillsammans med Petter Jonsson efter en jämn match mot Martin Woxlin/Mårten Christiansson. Matchen slutade 2-1 i set med setsiffrorna 18-21, 26-24 och 15-13.
Nilsson är vänsterhänt och 208 centimeter lång.

## Meriter
- Fransk mästare med Paris Volley 2006
- Grekisk mästare med Iraklis Thessaloniki 2007 och 2008
- Grekisk supercup-mästare med Iraklis Thessaloniki 2007 och 2008
- Final med Iraklis Thessaloniki Champions league 2009
- Tilldelas Hallandsposten-guldet 2009
- Champions League-mästare 2013
- Vald till mest värdefulla spelare i Champions league 2013
- Bästa anfallare Champions League 2013
- Vinnare av Mästarnas Mästare i SVT 2025